# Próba zamachu na Cristinę Fernandez de Kirchner

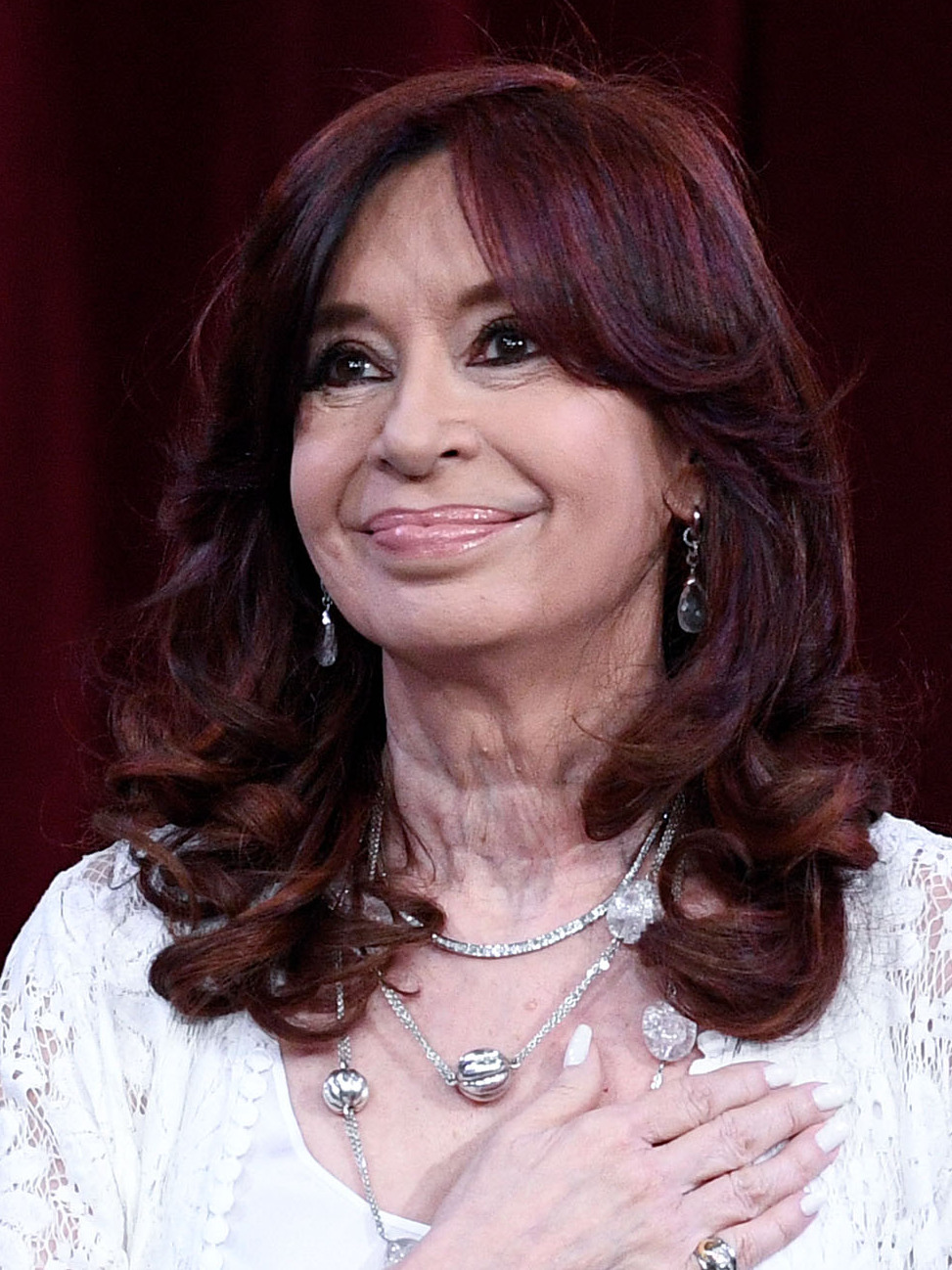
Cristina Fernández de Kirchner

Próba zamachu na Cristinę Fernandez de Kirchner – próba zamachu na wiceprezydent Argentyny przed jej domem w Buenos Aires 1 września 2022. Napastnik próbował oddać strzał. Pistolet zaciął się. Broń była naładowana 5 nabojami.

## Zamach
Napastnik próbował oddać strzał, jednak broń nie wypaliła. Wiceprezydent nie chciała udzielać komentarza tego zdarzenia. Według BBC napastnikiem był 35-letni Brazylijczyk. Prezydent Alberto Fernández nazwał to zdarzenie „najpoważniejszym incydentem od czasu, gdy Argentyna weszła na drogę demokracji” w 1983 roku.